# Nemanja Maksimović
Nemanja Maksimović (Servisch: Немања Максимовић) (Loznica, 26 januari 1995) is een Servisch voetballer die doorgaans speelt als middenvelder. In juli 2024 verruilde hij Getafe voor Panathinaikos. Maksimović maakte in 2016 zijn debuut in het Servisch voetbalelftal.

## Clubcarrière
Maksimović speelde achtereenvolgens in de jeugd van FK Loznica en Rode Ster Belgrado, waarna hij ook nog een halfjaar doorbracht in de opleiding van Hellas Verona. In de zomer van 2013 maakte de middenvelder de overstap naar Domžale, waar hij direct in het eerste elftal terechtkwam. Maksimović maakte zijn debuut op 18 oktober 2013, toen met 2–2 gelijkgespeeld werd op bezoek bij Zavrč. De Serviër viel twintig minuten voor het einde van de wedstrijd in. In twee seizoenen tijd zou de middenvelder tot zevenentwintig competitieoptredens komen, waarin hij driemaal doel trof.
In februari 2015 verkaste Maksimović naar Astana, waar hij zijn handtekening zette onder een verbintenis voor de duur van tweeënhalf jaar. Voor de Kazachse club maakte hij ook zijn debuut in de UEFA Champions League en UEFA Europa League. Zijn contract verliep in de zomer van 2017 en Maksimović maakte transfervrij de overstap naar Valencia. Bij de Spaanse club zette de middenvelder zijn handtekening onder een verbintenis voor de duur van vijf seizoenen. Een jaar later maakte Maksimović de overstap naar Getafe, dat circa vijf miljoen euro voor hem betaalde. De Serviër tekende bij zijn nieuwe club voor zes jaar. Dit contract zat hij uit en na de zes jaren bij Getafe nam Panathinaikos de middenvelder transfervrij over.

## Clubstatistieken
| Seizoen | Club          | Competitie       | Competitie | Competitie | Beker | Beker | Internationaal | Internationaal | Totaal | Totaal |
| Seizoen | Club          | Competitie       | Wed.       | Dlp.       | Wed.  | Dlp.  | Wed.           | Dlp.           | Wed.   | Dlp.   |
| ------- | ------------- | ---------------- | ---------- | ---------- | ----- | ----- | -------------- | -------------- | ------ | ------ |
| 2013/14 | Domžale       | Prva Liga        | 11         | 0          | 0     | 0     | —              | —              | 11     | 0      |
| 2014/15 | Domžale       | Prva Liga        | 16         | 3          | 3     | 1     | —              | —              | 19     | 4      |
| 2015    | Astana        | Premjer-Liga     | 23         | 6          | 4     | 0     | 11             | 1              | 38     | 7      |
| 2016    | Astana        | Premjer-Liga     | 31         | 3          | 2     | 0     | 10             | 2              | 43     | 5      |
| 2017/18 | Valencia      | Primera División | 15         | 0          | 6     | 1     | —              | —              | 21     | 1      |
| 2018/19 | Getafe        | Primera División | 36         | 1          | 4     | 0     | —              | —              | 40     | 1      |
| 2019/20 | Getafe        | Primera División | 35         | 2          | 1     | 0     | 7              | 0              | 43     | 2      |
| 2020/21 | Getafe        | Primera División | 35         | 1          | 0     | 0     | —              | —              | 35     | 1      |
| 2021/22 | Getafe        | Primera División | 35         | 1          | 0     | 0     | —              | —              | 35     | 1      |
| 2022/23 | Getafe        | Primera División | 29         | 0          | 0     | 0     | —              | —              | 29     | 0      |
| 2023/24 | Getafe        | Primera División | 37         | 4          | 3     | 0     | —              | —              | 40     | 4      |
| 2024/25 | Panathinaikos | Super League     | 0          | 0          | 0     | 0     | 0              | 0              | 0      | 0      |
| Totaal  | Totaal        | Totaal           | 303        | 19         | 23    | 2     | 28             | 3              | 354    | 24     |

Bijgewerkt op 21 juli 2024.

## Interlandcarrière
Maksimović maakte zijn debuut in het Servisch voetbalelftal op 23 maart 2016, toen met 1–0 verloren werd van Polen door een doelpunt van Jakub Błaszczykowski. De middenvelder mocht van bondscoach Radovan Ćurčić in de drieënzeventigste minuut als vervanger van Luka Milivojević het veld betrad. De andere debutant dit duel was Nikola Stojiljković (Braga).
In november 2022 werd Maksimović door bondscoach Dragan Stojković opgenomen in de selectie van Servië voor het WK 2022. Tijdens dit WK werd Servië uitgeschakeld in de groepsfase na nederlagen tegen Brazilië en Zwitserland en een gelijkspel tegen Kameroen. Maksimović kwam in alle drie duels in actie. Zijn toenmalige clubgenoot Stefan Mitrović (eveneens Servië) was ook actief op het toernooi.
In mei 2024 werd Maksimović door Stojković opgenomen in de voorselectie voor het EK 2024 in Duitsland. Een week later werd hij ook opgenomen in de definitieve selectie. Servië werd in de groepsfase uitgeschakeld na een nederlaag tegen Engeland (0–1) en gelijke spelen tegen Slovenië (1–1) en Denemarken (0–0). Maksimović kwam op het EK niet in actie.
| Interlands van Nemanja Maksimović voor Servië | Interlands van Nemanja Maksimović voor Servië | Interlands van Nemanja Maksimović voor Servië | Interlands van Nemanja Maksimović voor Servië | Interlands van Nemanja Maksimović voor Servië | Interlands van Nemanja Maksimović voor Servië | Interlands van Nemanja Maksimović voor Servië |
| №                                             | Datum                                         | Wedstrijd                                     | Uitslag                                       | Competitie                                    | Goals                                         |                                               |
| Als speler bij Astana                         | Als speler bij Astana                         | Als speler bij Astana                         | Als speler bij Astana                         | Als speler bij Astana                         | Als speler bij Astana                         | Als speler bij Astana                         |
| --------------------------------------------- | --------------------------------------------- | --------------------------------------------- | --------------------------------------------- | --------------------------------------------- | --------------------------------------------- | --------------------------------------------- |
| 1                                             | 23 maart 2016                                 | Polen – Servië                                | 1 – 0                                         | Vriendschappelijk                             |                                               |                                               |
| 2                                             | 29 maart 2016                                 | Estland – Servië                              | 0 – 1                                         | Vriendschappelijk                             |                                               |                                               |
| 3                                             | 25 mei 2016                                   | Servië – Cyprus                               | 2 – 1                                         | Vriendschappelijk                             |                                               |                                               |
| Als speler bij Valencia                       |                                               |                                               |                                               |                                               |                                               |                                               |
| 4                                             | 14 november 2017                              | Zuid-Korea – Servië                           | 1 – 1                                         | Vriendschappelijk                             |                                               |                                               |
| 5                                             | 27 maart 2018                                 | Nigeria – Servië                              | 0 – 2                                         | Vriendschappelijk                             |                                               |                                               |
| Als speler bij Getafe                         |                                               |                                               |                                               |                                               |                                               |                                               |
| 6                                             | 7 september 2018                              | Litouwen – Servië                             | 0 – 1                                         | Nations League 2018/19                        |                                               |                                               |
| 7                                             | 10 september 2018                             | Servië – Roemenië                             | 2 – 2                                         | Nations League 2018/19                        |                                               |                                               |
| 8                                             | 11 oktober 2018                               | Montenegro – Servië                           | 0 – 2                                         | Nations League 2018/19                        |                                               |                                               |
| 9                                             | 14 oktober 2018                               | Roemenië – Servië                             | 0 – 0                                         | Nations League 2018/19                        |                                               |                                               |
| 10                                            | 17 november 2018                              | Servië – Montenegro                           | 2 – 1                                         | Nations League 2018/19                        |                                               |                                               |
| 11                                            | 20 november 2018                              | Servië – Litouwen                             | 4 – 1                                         | Nations League 2018/19                        |                                               |                                               |
| 12                                            | 20 maart 2019                                 | Duitsland – Servië                            | 1 – 1                                         | Vriendschappelijk                             |                                               |                                               |
| 13                                            | 25 maart 2019                                 | Portugal – Servië                             | 1 – 1                                         | EK 2020 kwalificatie                          |                                               |                                               |
| 14                                            | 7 juni 2019                                   | Oekraïne – Servië                             | 5 – 0                                         | EK 2020 kwalificatie                          |                                               |                                               |
| 15                                            | 10 juni 2019                                  | Servië – Litouwen                             | 4 – 1                                         | EK 2020 kwalificatie                          |                                               |                                               |
| 16                                            | 10 oktober 2019                               | Servië – Paraguay                             | 1 – 0                                         | Vriendschappelijk                             |                                               |                                               |
| 17                                            | 14 oktober 2019                               | Litouwen – Servië                             | 1 – 2                                         | EK 2020 kwalificatie                          |                                               |                                               |
| 18                                            | 14 november 2019                              | Servië – Luxemburg                            | 3 – 2                                         | EK 2020 kwalificatie                          |                                               |                                               |
| 19                                            | 17 november 2019                              | Servië – Oekraïne                             | 2 – 2                                         | EK 2020 kwalificatie                          |                                               |                                               |
| 20                                            | 3 september 2020                              | Rusland – Servië                              | 3 – 1                                         | Nations League 2020/21                        |                                               |                                               |
| 21                                            | 6 september 2020                              | Servië – Turkije                              | 0 – 0                                         | Nations League 2020/21                        |                                               |                                               |
| 22                                            | 8 oktober 2020                                | Noorwegen – Servië                            | 1 – 2                                         | EK 2020 kwalificatie                          |                                               |                                               |
| 23                                            | 14 oktober 2020                               | Turkije – Servië                              | 2 – 2                                         | Nations League 2020/21                        |                                               |                                               |
| 24                                            | 12 november 2020                              | Servië – Schotland                            | 1 – 1                                         | EK 2020 kwalificatie                          |                                               |                                               |
| 25                                            | 15 november 2020                              | Hongarije – Servië                            | 1 – 1                                         | Nations League 2020/21                        |                                               |                                               |
| 26                                            | 18 november 2020                              | Servië – Rusland                              | 5 – 0                                         | Nations League 2020/21                        |                                               |                                               |
| 27                                            | 24 maart 2021                                 | Servië – Ierland                              | 3 – 2                                         | WK 2022 kwalificatie                          |                                               |                                               |
| 28                                            | 27 maart 2021                                 | Servië – Portugal                             | 2 – 2                                         | WK 2022 kwalificatie                          |                                               |                                               |
| 29                                            | 30 maart 2021                                 | Azerbeidzjan – Servië                         | 1 – 2                                         | WK 2022 kwalificatie                          |                                               |                                               |
| 30                                            | 7 juni 2021                                   | Jamaica – Servië                              | 1 – 1                                         | Vriendschappelijk                             |                                               |                                               |
| 31                                            | 11 juni 2021                                  | Japan – Servië                                | 1 – 0                                         | Vriendschappelijk                             |                                               |                                               |
| 32                                            | 1 september 2021                              | Qatar – Servië                                | 0 – 4                                         | Vriendschappelijk                             |                                               |                                               |
| 33                                            | 4 september 2021                              | Servië – Luxemburg                            | 4 – 1                                         | WK 2022 kwalificatie                          |                                               |                                               |
| 34                                            | 7 september 2021                              | Ierland – Servië                              | 1 – 1                                         | WK 2022 kwalificatie                          |                                               |                                               |
| 35                                            | 9 oktober 2021                                | Luxemburg – Servië                            | 0 – 1                                         | WK 2022 kwalificatie                          |                                               |                                               |
| 36                                            | 12 oktober 2021                               | Servië – Azerbeidzjan                         | 3 – 1                                         | WK 2022 kwalificatie                          |                                               |                                               |
| 37                                            | 11 november 2021                              | Servië – Qatar                                | 4 – 0                                         | Vriendschappelijk                             |                                               |                                               |
| 38                                            | 5 juni 2022                                   | Servië – Slovenië                             | 4 – 1                                         | Nations League 2022/23                        | 90+2'                                         |                                               |
| 39                                            | 12 juni 2022                                  | Slovenië – Servië                             | 2 – 2                                         | Nations League 2022/23                        |                                               |                                               |
| 40                                            | 18 november 2022                              | Bahama's – Servië                             | 1 – 5                                         | Vriendschappelijk                             |                                               |                                               |
| 41                                            | 24 november 2022                              | Brazilië – Servië                             | 2 – 0                                         | WK 2022                                       |                                               |                                               |
| 42                                            | 28 november 2022                              | Kameroen – Servië                             | 3 – 3                                         | WK 2022                                       |                                               |                                               |
| 43                                            | 2 december 2022                               | Servië – Zwitserland                          | 2 – 3                                         | WK 2022                                       |                                               |                                               |
| 44                                            | 20 juni 2023                                  | Bulgarije – Servië                            | 1 – 1                                         | EK 2024 kwalificatie                          |                                               |                                               |
| 45                                            | 7 september 2023                              | Servië – Hongarije                            | 1 – 2                                         | EK 2024 kwalificatie                          |                                               |                                               |
| 46                                            | 17 oktober 2023                               | Servië – Montenegro                           | 3 – 1                                         | EK 2024 kwalificatie                          |                                               |                                               |
| 47                                            | 15 november 2023                              | België – Servië                               | 1 – 0                                         | Vriendschappelijk                             |                                               |                                               |
| 48                                            | 19 november 2023                              | Servië – Bulgarije                            | 2 – 2                                         | EK 2024 kwalificatie                          |                                               |                                               |
| 49                                            | 4 juni 2024                                   | Oostenrijk – Servië                           | 2 – 1                                         | Vriendschappelijk                             |                                               |                                               |

Bijgewerkt op 21 juli 2024.

## Erelijst
| Premjer-Liga | 2 | 2015, 2016 |
| Beker        | 1 | 2016       |
| Supercup     | 1 | 2015       |